# James A. Johnston
James Aloysius Johnston (Brooklyn, 15 settembre 1874 – San Francisco, 7 settembre 1954) è stato un dirigente pubblico statunitense.
Fu il primo direttore della prigione di Alcatraz, tra il 1934 e il 1948.

## Biografia
Diventato orfano all'età di dieci anni inizia a lavorare a quindici, presso la Weinstock, Lubin e Co., vendendo cravatte nel reparto abbigliamento, fino a diventare direttore generale. Più tardi fu promosso responsabile di un negozio presso San Francisco.
Nel 1907 fu eletto al San Francisco Board of Supervisors , il consiglio comunale della contea di San Francisco.
Nel 1911 fu nominato Consigliere Statale della California.
Mentre era in carica presso il carcere di Alcatraz, avvennero dieci dei quattordici e rarissimi tentativi di fuga documentati.
Johnston scrisse molti libri, incluso, Prison life is different , dove documenta la sua vita come direttore delle carceri di Folsom, San Quentin e Alcatraz.
Si ipotizza che Johnston abbia utilizzato, come molti responsabili delle prigioni americane di quel periodo, le barbare tecniche utilizzate nelle carceri, tra cui l'uso della camicia di forza e l'isolamento al buio. 
Si è sposato con Ida Mae Fulton dalla quale ha avuto un figlio e tre figlie.